# Mattias Nilsson (ishockeyspelare)
Mattias Nilsson, född 29 mars 1988 i Ljungby, är en svensk före detta professionell ishockeyspelare (forward).
Han spelade uteslutande för IF Troja-Ljungby under hans professionella karriär, från 2005 till 2018. 2010 till 2018 var han assisterande lagkapten för klubben.
Han har en bror Markus Nilsson som också spelat ishockey.